# Eduard Schwartz
Eduard Schwartz (Kiel, 22 de agosto de 1858 - Múnich, 13 de febrero de 1940) fue un filólogo clásico alemán.
Estudió con Hermann Sauppe en Göttingen, con Hermann Usener y Franz Bücheler en Bonn, con Theodor Mommsen en Berlín y con Ulrich von Wilamowitz-Moellendorff en Greifswald. En 1880 obtuvo su doctorado en la Universidad de Bonn.
En 1884 accedió al puesto de profesor en la Universidad de Bonn y posteriormente fue nombrado profesor de filología clásica en la Universidad de Rostock (1887). Después de esto, obtuvo cátedras en universidades diversas universidades, la de Giessen (1893), Estrasburgo (1897), Göttingen (1902) y Friburgo (1909). En 1914 regresó a Estrasburgo, donde ocupó el cargo de rector de la universidad en 1915/16. En 1919 sucedió a Otto Crusius en la Universidad de Múnich.
Es autor de numerosos artículos y obras especializadas en historia antigua y filología clásica de Grecia y Roma, incluyendo diversos artículos para la enciclopedia Pauly-Wissova.  Su obra maestra fue la publicación de las actas de los concilios ecuménicos desde Éfeso (431) en adelante. También comenzó la edición de las obras de Eusebio en la serie GCS.